# Raión de Kletniá
El raión de Kletniá (ruso: Клетня́нский райо́н) es un distrito administrativo y municipal (raión) ruso perteneciente a la óblast de Briansk. Se ubica en el norte de la óblast. Su capital es Kletniá.
En 2021, el raión tenía una población de 17 563 habitantes.
El raión es limítrofe al noroeste con la óblast de Smolensk, y fronterizo al oeste con Bielorrusia.

## Subdivisiones
Comprende el asentamiento de tipo urbano de Kletniá (la capital) y los asentamientos rurales de Akulichi, Lutna, Mirni, Muzhinovo y Nadva (con capital en Sinitskoye). Estas seis entidades locales suman un total de 92 localidades.